# Recep Tayyip Erdoğan
Recep Tayyip Erdoğan (AFI: [ɾeˈd͡ʒep tɑjˈjip ˈæɾdoːɑn], ; Istanbul, 26 febbraio 1954) è un politico turco, 12º ed attuale presidente della Turchia.
In precedenza ha ricoperto la carica di Primo ministro dal 2003 al 2014 e di sindaco di Istanbul dal 1994 al 1998. Ha fondato il Partito per la Giustizia e lo Sviluppo (AKP) nel 2001, conducendolo alle vittorie elettorali nelle elezioni parlamentari in Turchia del 2002, 2007 e 2011 prima di dimettersi dal partito dopo la sua elezione a presidente nel 2014. In seguito è tornato alla leadership dell'AKP nel 2017, dopo il referendum costituzionale di quell'anno. 
Proveniente da un retroscena politico islamista, autodefinitosi come un "democratico conservatore", durante la sua amministrazione ha promosso politiche economiche socialmente conservatrici e populiste, che hanno portato ad un progressivo ritorno dell'islam all'interno del paese dopo la laicizzazione avvenuta ai tempi di Ataturk. Si è classificato al primo posto nella classifica dei "500 musulmani più influenti del mondo" stilata nel 2019 dal "Royal Islamic Strategic Studies Centre" con sede in Giordania.
Erdoğan ha giocato a calcio nel Kasımpaşa Spor Kulübü prima di essere eletto sindaco di Istanbul nel 1994 come candidato del Partito del Benessere, di stampo islamista. In seguito fu sollevato dall'incarico, interdetto dal ricoprire posizioni politiche e imprigionato per quattro mesi con l'accusa di incitamento all'odio religioso per aver recitato una poesia di Ziya Gökalp. Successivamente abbandonò la pratica aperta di politiche islamiste, fondando il Partito della Giustizia e dello Sviluppo (AKP) nel 2001, che portò a una vittoria schiacciante nelle elezioni parlamentari in Turchia del 2002. Essendo ancora tecnicamente interdetto dal ricoprire un incarico politico, è stato invece il cofondatore dell'AKP, Abdullah Gül, a divenire primo ministro, potendo così annullare il divieto per incarichi politici vigente su Erdoğan. Erdoğan ha quindi sostituito Gül come primo ministro, mentre quest'ultimo è invece diventato candidato dell'AKP come presidente della Turchia. È riuscito successivamente a portare l'AKP ad altre due vittorie nelle elezioni parlamentari in Turchia del 2007 e del 2011, prima di essere eletto presidente nelle elezioni presidenziali in Turchia del 2014 e per la stessa carica nel 2018.
I primi anni sotto Erdoğan come Primo ministro hanno visto progressi nei negoziati per l'adesione della Turchia all'Unione europea, una ripresa a seguito della crisi economica turca del 2001 e investimenti in infrastrutture tra cui strade, aeroporti e una rete per l'alta velocità ferroviaria. Ha anche proposto e vinto due referendum costituzionali nel 2007 e nel 2010. Tuttavia, durante il suo governo, ha subito varie critiche per i suoi stretti legami con Fethullah Gülen, e il "Movimento Gülen", tutt'oggi designato come organizzazione terroristica, con cui l'AKP è stato accusato di orchestrare epurazioni contro burocrati secolaristi e ufficiali militari. Alla fine del 2012, Erdoğan ha avviato i negoziati di pace con il Partito dei Lavoratori del Kurdistan (PKK) per porre fine al conflitto curdo-turco iniziato nel 1978. Il cessate il fuoco si è interrotto nel 2015, portando a una rinnovata spiralizzazione. La sua politica estera è stata descritta come figlia del neo-ottomanesimo e ha portato al coinvolgimento turco nella guerra civile siriana, impedendo alle forze siriano-curde del Partito dell'Unione Democratica (PYD) e all'Unità di Protezione Popolare (YPG) di guadagnare terreno sul confine turco-siriano durante il conflitto.
A partire dagli anni 2010, Erdoğan è stato responsabile di un processo di arresto e arretramento della democrazia in Turchia, aggravato da un alto indice di corruzione. In seguito alle grandi proteste del 2013, ha imposto una crescente censura sulla libertà di stampa e sui social media, autorizzando blocchi su siti come YouTube, Twitter e Wikipedia. Ciò ha definitivamente bloccato i negoziati relativi all'entrata della Turchia nell'Unione europea. Uno scandalo di corruzione per un valore di 100 miliardi di dollari nel 2013 ha portato agli arresti di alcuni stretti alleati di Erdoğan ed alla sua incriminazione. Un inasprimento dei suoi rapporti con Fethullah Gülen, lo ha spinto a rimuovere i sostenitori di quest'ultimo dalle cariche giudiziarie, burocratiche e militari. Il tentato colpo di Stato in Turchia del 2016 ha provocato ulteriori epurazioni e uno stato di emergenza durato quasi due anni. Erdoğan ha affermato che i leader del colpo di Stato erano collegati a Gülen, ma quest'ultimo ha negato il proprio coinvolgimento.
In quanto sostenitore di lunga data di una trasformazione della Turchia da repubblica parlamentare a repubblica presidenziale, Erdoğan ha stretto un'alleanza col Partito del Movimento Nazionalista (MHP), schierato in estrema destra, così da attuare questo profondo cambiamento nella forma di governo, approvato tramite il controverso referendum costituzionale del 2017. Il nuovo sistema è entrato in vigore formalmente dopo le elezioni generali in Turchia del 2018, dove la coalizione AKP–MHP ha ottenuto la maggioranza.
Da allora, come presidente, ha dovuto affrontare la crisi della lira turca e del debito nazionale nel 2018. È stato però accusato di essere egli stesso parte del problema, assistendo a un calo significativo della propria popolarità. Si ritiene, inoltre, che ciò abbia ampiamente contribuito alla sua sconfitta nelle elezioni locali del 2019, in cui il suo partito ha perso il controllo di Ankara e Istanbul per la prima volta in 15 anni. Dopo la sconfitta elettorale, Erdoğan ha ordinato una rielezione a Istanbul, in cui però perse nuovamente le elezioni con un distacco addirittura maggiore a favore del Partito Popolare Repubblicano (CHP). Queste due sconfitte consecutive sono state viste come un duro colpo per Erdoğan ed egli stesso ha affermato in passato: «Persa Istanbul, avremo perso la Turchia».
Nel 2023, dopo un primo turno non risolutivo, è stato rieletto Presidente per un secondo mandato.

## Biografia

### Primi anni e carriera politica
Erdoğan nasce ad Istanbul, nel quartiere popolare di Kasımpaşa, il 26 febbraio 1954 da una famiglia islamica molto religiosa e osservante originaria della provincia di Rize. Erdoğan passò la sua infanzia a Rize, dove il padre era capitano nella Guardia costiera turca, e le vacanze estive a Güneysu, luogo di origine ancestrale della famiglia, non lontano da Rize. Nel corso della sua vita, Erdoğan tornò spesso nel suo luogo di origine, dove nel 2015 fondò una grande moschea. La famiglia tornò a Istanbul quando Erdoğan aveva 13 anni. Da ragazzino, vendeva limonata e simit (focacce di sesamo) per le strade dei quartieri degradati della città per aiutarsi economicamente. Sia la regione di Rize che il quartiere di Kasımpaşa costituivano località conservatrici, dove vigeva uno stile di vita molto orientato alla religione e alla tradizione ed estraneo alle istituzioni laiche e kemaliste dello Stato turco.
Nel 1973 terminò la scuola İmam Hatip, un istituto vocazionale che formò altri fondatori del Partito della Giustizia e dello Sviluppo e che si proponeva di dare alla Turchia imam e funzionari dello Stato mediante un curriculum misto di materie tecniche e coraniche. Dopo aver tentato in gioventù la carriera di giocatore di calcio di buon livello (tanto da suscitare anche l'interesse di alcuni osservatori del prestigioso club del Fenerbahce), ultimato gli studi nella facoltà di Economia e Commercio dell'Università di Marmara, ha intrapreso l'attività politica alla fine degli anni '70 del XX secolo. In gioventù si era unito all'Unione Studentesca Nazionale Turca, un gruppo anticomunista, e nel 1976, era diventato capo della sezione giovanile di Beyoğlu del Partito della Salvezza Nazionale, per poi venire nominato presidente della sezione giovanile di Istanbul. Il Partito della Salvezza Nazionale, guidato dal suo mentore Necmettin Erbakan, fu bandito in seguito al colpo di Stato del 1980 del generale Kenan Evren. Tra il 1980 e il 1983, essendo stati disciolti i partiti politici, Erdoğan lavorò nel settore privato come consulente e dirigente d'azienda. Nel 1983, Erdoğan entrò a far parte del Partito del Benessere, che accolse i membri del disciolto Partito della Salvezza Nazionale, e divenne prima presidente della sezione di Beyoğlu nel 1984 e poi di Istanbul nel 1985. Erdoğan fu membro della congregazione di İskenderpaşa, appartenente alla confraternita naqshbandi, dalla quale proveniva buona parte del corpo dirigente del Partito del Benessere e dei partiti suoi predecessori.
Nel corso della sua carriera, Erdoğan divenne figura di spicco del Partito del Benessere, venendo eletto in parlamento in occasione delle elezioni parlamentari del 1991, anche se per ragioni tecniche non potette entrarvi. Erdoğan divenne figura politica di rilevanza nazionale come sindaco di Istanbul nel 1994. Erdoğan riuscì a risolvere problematiche che affliggevano la città da decenni, che includevano la mal gestita raccolta dei rifiuti, il traffico caotico e problemi relativi alle risorse idriche; questi ultimi vennero risolti mediante la realizzazione di centinaia di chilometri di nuovi condotti, il problema dei rifiuti venne gestito con la creazione di impianti di riciclaggio all'avanguardia, mentre il traffico cittadino e gli ingorghi furono ridotti con la costruzione di più di cinquanta ponti, viadotti e autostrade e con un rinnovo del trasporto pubblico. Numerosi furono gli interventi per prevenire la corruzione e venne ripagata una parte importante del debito di due miliardi di dollari della municipalità metropolitana di Istanbul e vennero investiti quattro miliardi di dollari nella città.

In seguito al memorandum del 28 febbraio 1997, pronunciato dall'esercito turco, e alle conseguenti dimissioni del Primo ministro Erbakan su pressione dei militari, Erdoğan venne giudicato colpevole di incitamento all'odio religioso per aver declamato pubblicamente, a Siirt, i versi dello scrittore Ziya Gökalp: 
 Un tribunale ritenne che il suo discorso fosse un attacco allo Stato e condannò Erdoğan nel settembre 1998 a una pena detentiva di 10 mesi, della quale scontò quattro mesi, oltre a vietargli di ricoprire cariche politiche a vita.
Uscito dal carcere, Erdoğan si unì al Partito della Virtù, fondato da confidenti di Erbakan, nella quale confluirono i membri del Partito del Benessere, sciolto dalla Corte Costituzionale Turca. Nel Partito della Virtù si erano formate due correnti: la fazione tradizionalista rimaneva maggiormente fedele alla retorica islamista e agli ideali del Millî Görüş di Necmettin Erbakan ed era guidata dal segretario Recai Kutan, mentre la corrente riformista, guidata da Abdullah Gül e da Erdoğan e che raccoglieva i giovani membri di classe media, era fortemente critica verso la struttura centralizzata del partito e coltivava uno sguardo favorevole all'adesione della Turchia all'Unione europea e al liberismo economico, oltre a ridurre l'enfasi sull'identità islamica che aveva contraddistinto il Partito del Benessere.
Il seguito allo scioglimento del Partito della Virtù, Gül e Erdoğan fondarono il Partito per la Giustizia e lo Sviluppo (AKP), che si presentò come un partito liberal-conservatore e che accolse numerose personalità politiche del tradizionale centro-destra turco. Il nuovo partito alle elezioni parlamentari del 2002 ottenne il 34,3% dei consensi, diventando il primo partito del paese e ottenendo una schiacciante maggioranza in parlamento per via del sistema elettorale turco, proporzionale ma con uno sbarramento posto al 10% dei voti validi, oltrepassato nell'occasione soltanto da un altro partito, il Partito Popolare Repubblicano (CHP).

### Primo ministro della Turchia

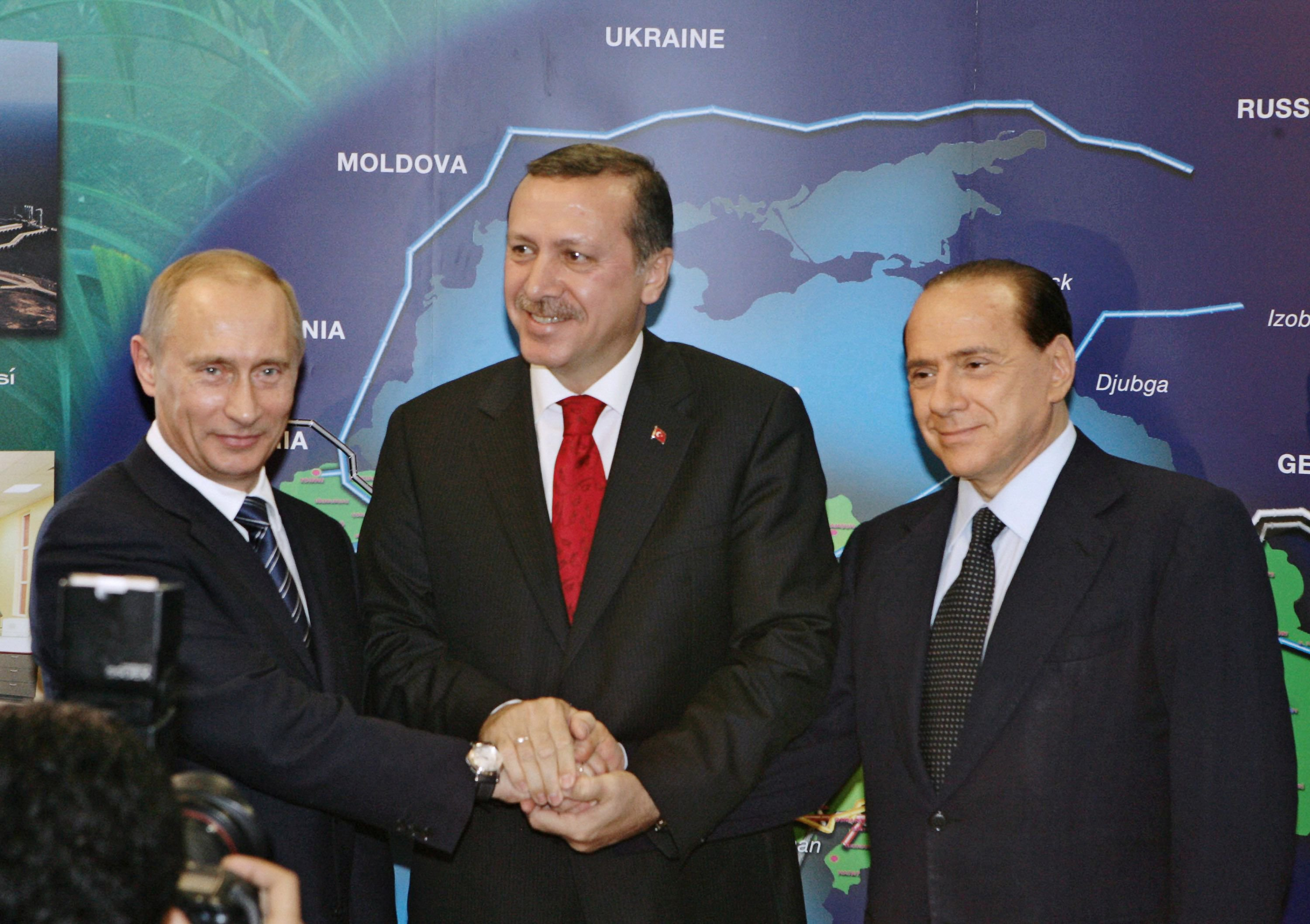
Erdoğan, assieme al presidente della Federazione Russa Vladimir Putin e il presidente del Consiglio italiano Silvio Berlusconi, all'apertura del gasdotto Blue Stream nel novembre 2005.

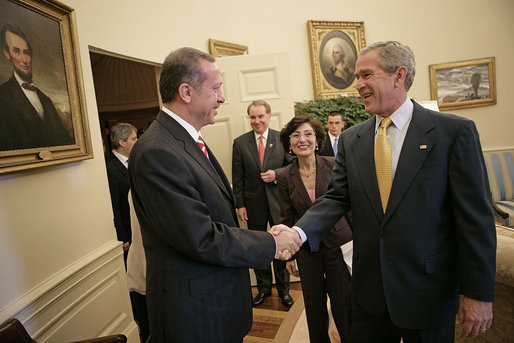
Incontro di Erdoğan con George W. Bush nel 2006.

In seguito a tale vittoria elettorale, replicata nelle elezioni amministrative del 2004, Erdoğan non poté essere nominato Primo ministro, in quanto escluso dal corpo elettorale fino alla fine del 2002 per via della precedente condanna. Appoggiò dapprima l'elezione a Primo ministro del suo compagno di partito Abdullah Gül, dopodiché - restituito dei suoi pieni diritti elettorali attivi e passivi, anche grazie a un emendamento costituzionale e dopo aver vinto un seggio nella provincia di Siirt in Parlamento grazie a un'elezione suppletiva - assunse egli stesso la carica di Primo ministro del 59º governo della Repubblica Turca, carica confermata da successive elezioni. Si è sempre mostrato un leader dinamico, fautore dell'ingresso della Turchia nell'Unione Europea (ingresso approvato in linea di principio dal Parlamento Europeo nel 2004; i successivi negoziati, cominciati nel 2005, sono di fatto congelati, anche per l'evidente ostilità di paesi determinanti come Francia e Germania e poi anche dello stesso Erdoğan).

#### Politica economica
Quando è salito al potere, Erdogan ha privatizzato i grandi gruppi pubblici come Türk Telekom, le grandi compagnie del gas e del petrolio, i porti e gli aeroporti. Ha liberalizzato il mercato del lavoro, riformato il sistema bancario e creditizio e promosso l'imprenditorialità. Questa politica ha permesso un aumento significativo degli investimenti esteri e ha favorito la crescita nei primi anni. Negli anni 2020, tuttavia, la Turchia è in crisi economica, con un'inflazione annua stimata tra il 108% (secondo il governo) e il 185% (secondo stime indipendenti) nel 2022, una caduta del valore della moneta nazionale e un deficit commerciale molto ampio.

#### Guerra d'Iraq

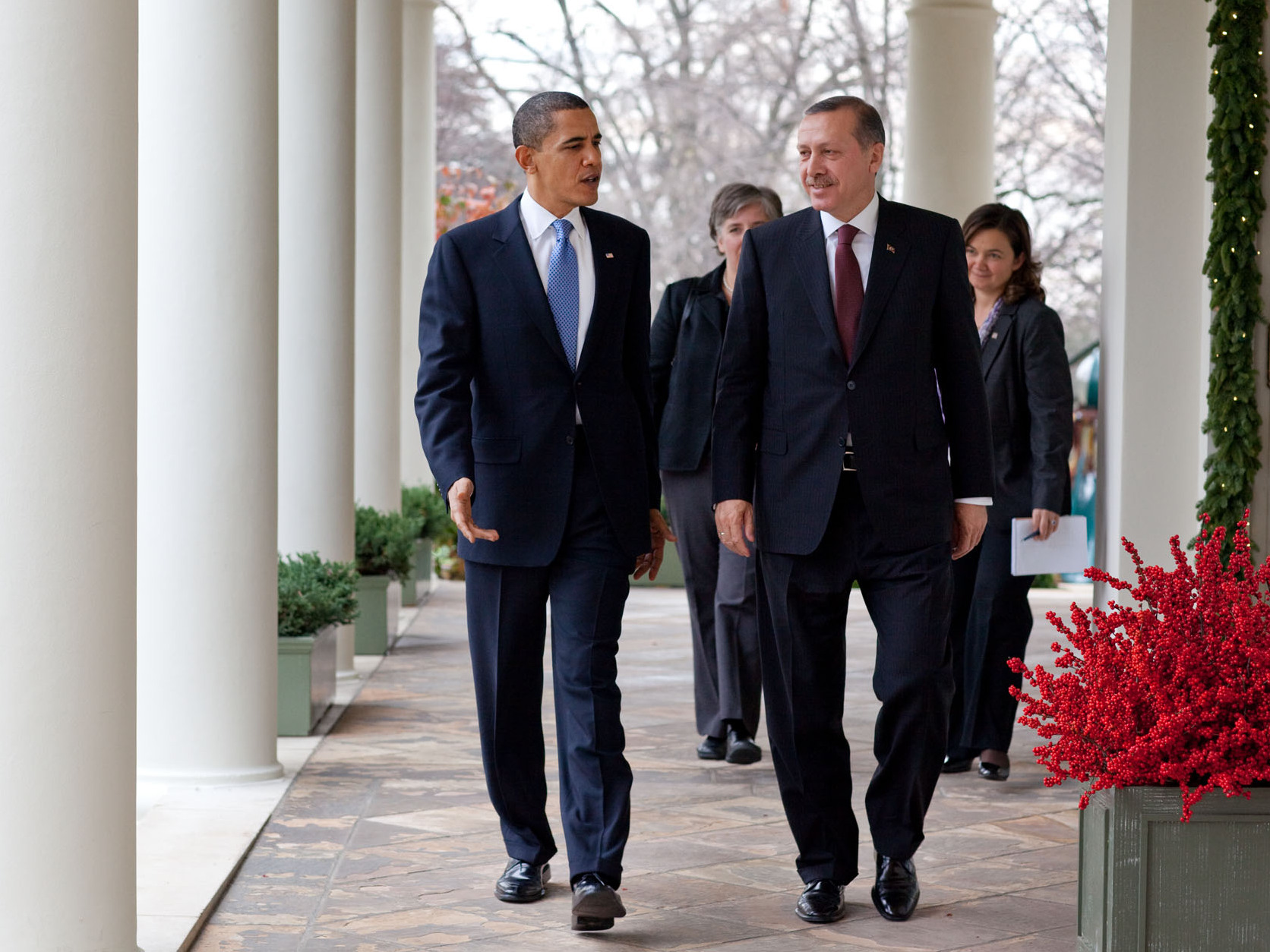
Erdoğan con Barack Obama alla Casa Bianca (7 dicembre 2009)

Nei primi mesi del 2003, alla vigilia della seconda guerra del Golfo, l'amministrazione Bush aveva chiesto il permesso di sorvolare il territorio turco e il dispiegamento delle truppe statunitensi nel paese. Un vivace dibattito si è svolto in questa occasione in Turchia e il governo ha chiesto il parere del Parlamento, che ha rifiutato seccamente la richiesta americana. Erdoğan, da poco insediatosi al governo e ostile alla guerra quanto interessato a prendere parte alle decisioni sul futuro delle zone curde dell'Iraq, ha permesso l'uso dello spazio aereo turco, ma non il transito della fanteria statunitense in procinto di abbattere il regime di Saddam Hussein.

#### Lo scandalo Ergenekon
Le Forze armate turche, cui la Costituzione affida il ruolo di garante ultimo della laicità dello Stato, sancito dopo la proclamazione della Repubblica turca ad opera di Atatürk, hanno rappresentato una minaccia per il governo moderatamente islamista di Erdoğan, che in varie occasioni ha denunciato l'esistenza di complotti per l'effettuazione di colpi di Stato ai danni del governo. Nelle elezioni presidenziali del 2007, vinte dal candidato dell'AKP Abdullah Gül, l'esercito ha avvertito il governo di mantenersi entro i confini del secolarismo nella scelta di un candidato. In quello stesso anno è stata promossa dal governo, e successivamente approvata attraverso un referendum, una riforma costituzionale che stabilisce l'elezione diretta della carica di presidente.
Gli stretti rapporti di amicizia intrattenuti da Erdoğan con il potente predicatore islamico e magnate Fethullah Gülen (autoesiliatosi in Pennsylvania dal 1999) hanno permesso all'AKP di influenzare la magistratura per indebolire l'opposizione e i militari. Nel settembre del 2008 è venuto alla luce il piano di un colpo di Stato che ha dato luogo a centinaia di arresti e pesanti epurazioni tra le Forze armate con l'accusa di far parte di un'organizzazione clandestina kemalista e ultra nazionalista chiamata Ergenekon. Il caso è stato condannato da molti osservatori nazionali e internazionali come un tentativo di maccartismo congiunto di Erdoğan e Gülen di frenare l'opposizione all'AKP.
Nonostante esperti calligrafici avessero concluso che i documenti utilizzati per basare le imputazioni erano in realtà dei falsi, il maxiprocesso agli alti esponenti del governo e ufficiali dell'esercito coinvolti nel presunto complotto si è concluso nell'agosto 2013 in 275 condanne e 17 ergastoli per alto tradimento.

#### Incidente della Mavi Marmara

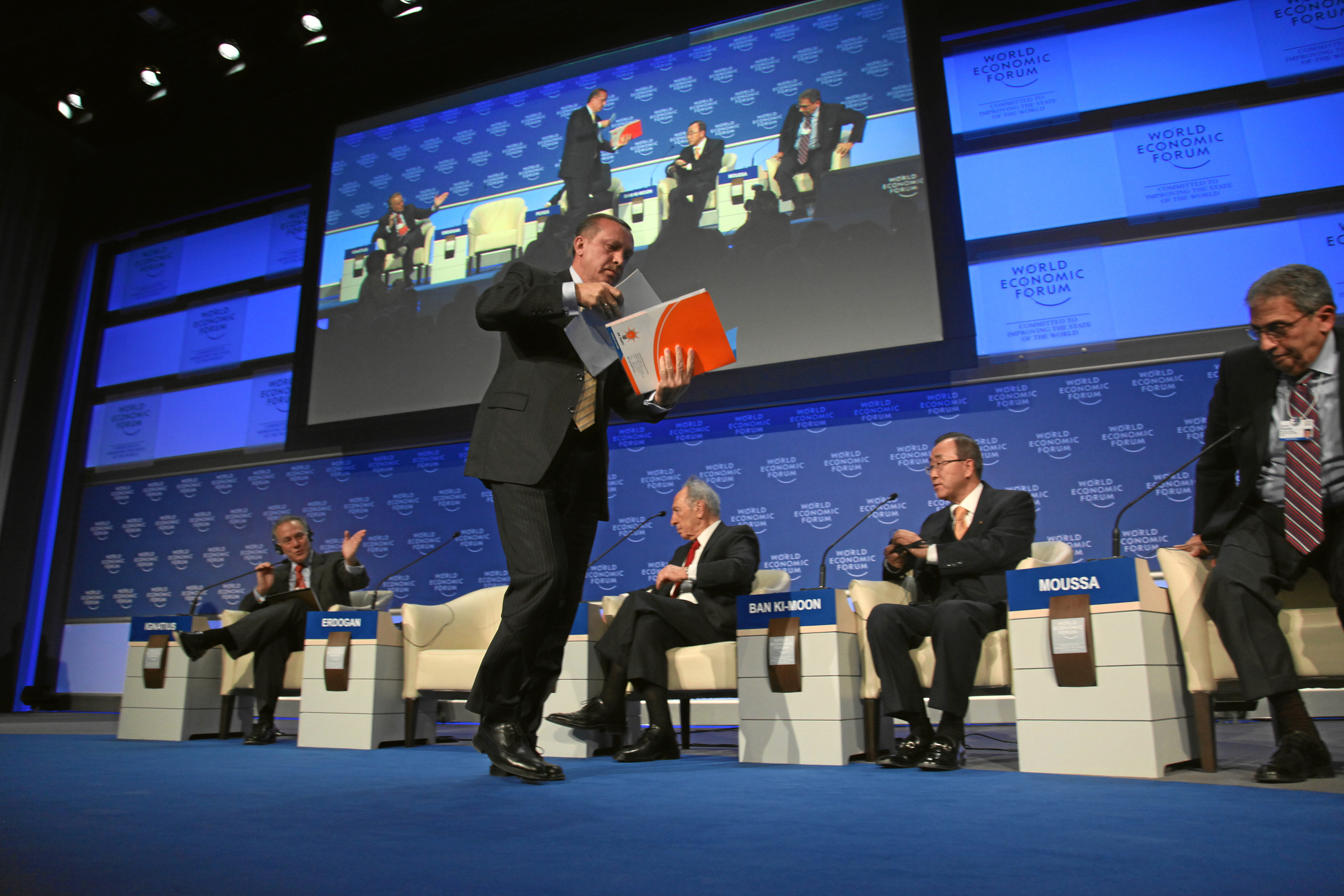
Erdoğan lascia la sessione del World Economic Forum nel 2009, in polemica con Shimon Peres

Durante la conferenza del World Economic Forum a Davos il 29 gennaio 2009, il dibattito tra Erdoğan e il presidente israeliano Shimon Peres si è fatto teso in relazione all'operazione Piombo fuso condotta dall'esercito israeliano nella striscia di Gaza. Erdoğan si è lamentato di essere stato interrotto dal moderatore mentre stava rispondendo a Peres: «Capisco che vi possiate sentire un po' in colpa [...] Quanto ad ammazzare, voi sapete ammazzare molto bene. Sono bene al corrente che avete ammazzato bambini sulle spiagge». All'ennesimo richiamo del moderatore che necessitava di chiudere la discussione, Erdoğan ha abbandonato la conferenza in segno di protesta, accusandolo di dare a Peres una maggiore possibilità di parola rispetto a tutti gli altri relatori messi assieme.
In seguito all'incidente della Freedom Flotilla del 31 maggio 2010, la tensione tra i due paesi è cresciuta considerevolmente: una flottiglia turca di attivisti pro-palestinesi, trasportante aiuti umanitari ed altre merci e guidata dall'imbarcazione MV Mavi Marmara, ha tentato di violare il blocco di Gaza ed è stata intercettata e assaltata da forze navali israeliane nelle acque internazionali del Mar Mediterraneo causando 9 morti e almeno 60 feriti. Erdoğan ha condannato con forza il raid, descrivendolo come "terrorismo di Stato", e ha chiesto ai leader israeliani responsabili di scusarsi pubblicamente.
Erdoğan ha descritto Israele come "la principale minaccia per la pace regionale", ha chiesto che gli impianti nucleari di Israele venissero ispezionati dall'AIEA e ha accusato Israele di trasformare Gaza in una "prigione a cielo aperto". Nel 2013 Erdoğan ha definito il sionismo "un crimine contro l'umanità", paragonandolo all'islamofobia, all'antisemitismo e al fascismo, e attirandosi le critiche di Israele, degli Stati Uniti, delle Nazioni Unite e dell'Unione europea. I rapporti tra i due paesi hanno incominciato a normalizzarsi quando il governo israeliano ha ufficialmente espresso rammarico per la morte dei 9 attivisti turchi nel raid del 2010, fino alla firma di un accordo di riconciliazione nel 2016.

#### Questione curda

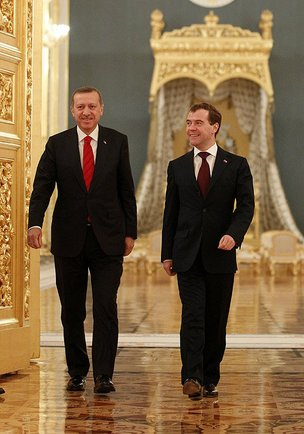
Erdoğan e l'allora presidente russo Dmitrij Medvedev a Mosca, 16 marzo 2011

Il Partito dei Lavoratori del Kurdistan (PKK), considerato un'organizzazione terroristica da Turchia, USA, Iran e Unione europea (dal 2001, su richiesta degli USA) e dopo quindici anni di lotta per l'indipendenza e 37.000 morti, aveva dichiarato un cessate il fuoco nel 1999, rotto nel 2004.
Nell'agosto 2005 Erdoğan ha promesso di risolvere il problema curdo con maggiore democrazia rispetto ai suoi predecessori. Nel 2009 il suo governo ha annunciato l'avvio di un processo di pacificazione, sostenuto dall'Unione europea, per porre fine al conflitto dichiarando la lingua curda utilizzabile in tutti i media radiotelevisivi, restaurando nomi curdi per le città a cui erano stati dati nomi turchi e approvando una parziale amnistia per ridurre le condanne inflitte ai membri del PKK che si erano arresi al governo; nel 2013, il leader curdo incarcerato Abdullah Öcalan invitava i militanti ad abbandonare la lotta armata in favore della pace.
Tuttavia, già nel corso del 2015 Erdoğan ha interrotto la tregua che aveva siglato con il PKK (sia per ragioni legate alla guerra civile siriana, sia per ragioni elettorali, tentando e riuscendo a recuperare i voti del partito nazionalista MHP che gli hanno garantito la presidenza) e ha scatenato una violenta guerra contro il confederalismo curdo nel sud-est del paese che ha provocato centinaia di morti e di sfollati tra i civili, bombardando i villaggi e le postazioni dei guerriglieri curdi oltre il confine con la Siria; in particolare Cizre, teatro di un assedio condotto dalle forze di polizia turche contro i militanti e abitanti asserragliati in città. Il Consiglio d'Europa ha sollevato preoccupazioni circa "l'uso sproporzionato della forza da parte delle forze di sicurezza contro i civili"; dall'inizio delle operazioni antiterrorismo, ammontano a 9.500 i presunti militanti del PKK uccisi, feriti o catturati.
Nel 2016 alcuni politici tedeschi e difensori dei diritti umani hanno denunciato Erdoğan per crimini di guerra e crimini contro l'umanità.

#### Le manifestazioni di Piazza Taksim a Istanbul
Il deciso contrasto delle manifestazioni di protesta in piazza Taksim a Istanbul e in varie altre città turche (a partire dall'aprile 2013, fortemente ampliatesi nel mese di giugno di quello stesso anno, con la morte di alcuni manifestanti a causa del violento comportamento repressivo della polizia) ha appannato alquanto l'immagine di un Paese allineato all'Europa comunitaria per quanto riguarda le libertà civili e la libera e non violenta manifestazione del pensiero. La reazione estremamente decisa e addirittura eccessiva delle forze dell'ordine, ben documentate dai media internazionali, è stata fortemente criticata dal Parlamento europeo e da gran parte dell'opinione pubblica internazionale, specialmente europea e nordamericana.
Erdoğan, per tutta risposta, ha dichiarato di non riconoscere il Parlamento di Strasburgo e ha ribadito, malgrado le evidenze contrarie, il "superamento della prova democratica" da parte della polizia e della Turchia.
Erdoğan ha accusato Gülen, suo più stretto alleato fino a pochi anni prima, di essere dietro le accuse di corruzione agli uomini di partito AKP di Erdoğan, e di guidare uno "Stato parallelo" infiltrato all’interno delle istituzioni della Turchia, subito dopo che il governo aveva deciso ai primi di dicembre 2013 di chiudere molte delle strutture private d'insegnamento pre-universitario in Turchia, finanziate da Gülen. A fine anno dà il via a un forte rimpasto di governo a seguito di un'inchiesta sull'accettazione di tangenti da parte di membri dei dicasteri, sostituendo 10 ministri.

#### Donne e demografia
Erdoğan ha sostenuto la prosecuzione dell'alto tasso di crescita della popolazione della Turchia e nel 2008 ha commentato che per garantire che la popolazione turca rimanga giovane, ogni famiglia avrebbe bisogno di almeno tre figli, se non cinque. Ha ripetuto questa affermazione in numerose occasioni. Nel 2010 la popolazione della Turchia è stata stimata a 73,7 milioni, con un tasso di crescita del 1,21% annuo.
Il 26 maggio 2012, rispondendo alla domanda di un giornalista dopo una conferenza delle Nazioni Unite sulla popolazione e lo sviluppo in Turchia, Erdoğan ha dichiarato che l'aborto è omicidio, dicendo: "uccidi un bambino nel grembo materno o lo uccidi dopo la nascita. In molti casi [non tutti], non c'è differenza".
Erdoğan ha dichiarato di essere contrario all'elevato e crescente tasso della nascita per cesareo della Turchia, perché crede che riduca la fertilità delle donne turche ed è favorevole a limitare il numero di tali nascite negli ospedali turchi.
Erdoğan ha affermato: "Non credo nell'uguaglianza tra gli uomini e le donne, ma credo nelle pari opportunità", in occasione degli incontri con i democratici, riuniti nel 2010 insieme a rappresentanti di ONG femminili. "Gli uomini e le donne sono diversi e complementari". Nel 2014, si è rivolto al vertice "Donne e giustizia" di Istanbul della Women and Democracy Association dichiarando: "la nostra religione [l'Islam] ha definito una posizione per le donne [nella società]: la maternità. Non si può spiegare ciò alle femministe perché non accettano il concetto di maternità". Parlando di uguaglianza tra i generi, ha detto: "Non si possono portare le donne e gli uomini in posizioni uguali, è contro la natura perché la loro natura è diversa", riaffermando che, davanti alla legge, dovrebbe essere mantenuta la piena uguaglianza, indipendentemente dal genere.

#### Diritti del lavoro
Nel 2003 il governo di Erdoğan ha spinto verso la legge sul lavoro, una riforma globale delle leggi sul lavoro in Turchia. La legge ha ampliato notevolmente i diritti dei dipendenti, stabilendo una settimana lavorativa di 45 ore e limitando il lavoro straordinario a 270 ore l'anno, fornendo protezione giuridica contro la discriminazione dovuta a sesso, religione o affiliazione politica, vietando la discriminazione tra lavoratori permanenti e temporanei, stabilendo il risarcimento in caso di licenziamento senza "giusta causa" e la stipula dei contratti scritti in caso di accordi di lavoro con durata maggiore di un anno.

### Presidente della Turchia

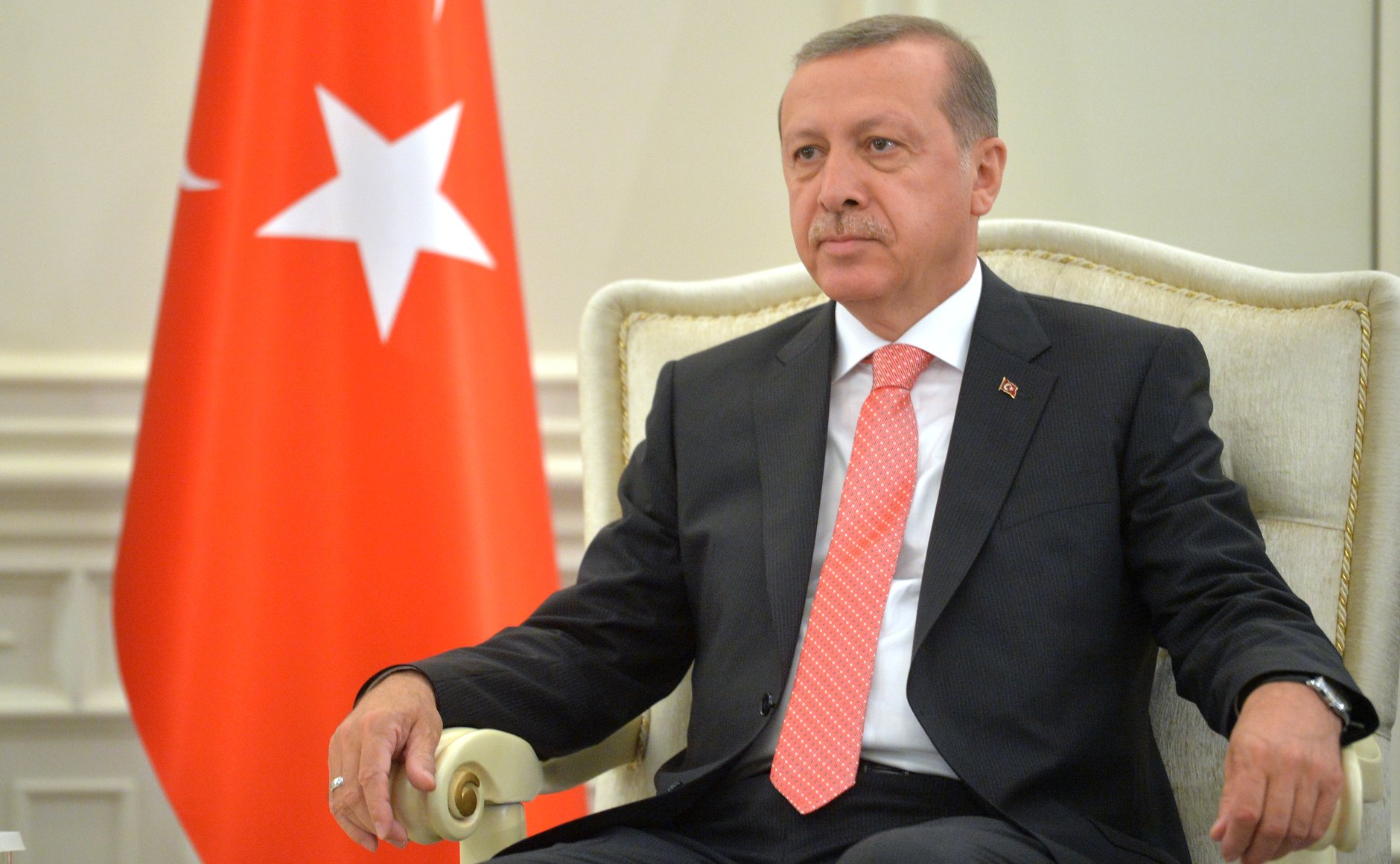
Recep Tayyip Erdoğan nel 2015

Il 10 agosto 2014 Erdoğan vince le prime elezioni presidenziali; si tratta della prima elezione diretta del Presidente, che in precedenza era eletto dal Parlamento. Erdoğan si aggiudica le elezioni, a cui ha partecipato il 76% degli aventi diritto, con il 52% dei consensi davanti agli altri candidati Ekmeleddin İhsanoğlu (38%) e Selahattin Demirtaş (11%).

L'anno seguente il partito di Erdoğan vince ancora le elezioni politiche conquistando 317 seggi su 550 tra gli scontri che si sono verificati nel paese. Il leader turco ha chiarito di non accontentarsi del ruolo eminentemente cerimoniale che la Costituzione affida alla carica di presidente e di volerle trasferire maggiori poteri a livello di potere esecutivo, ed è stato accusato dalle opposizioni di voler stabilire un sistema presidenziale forte nel paese. Durante un discorso di fine anno il 31 dicembre 2015, Erdoğan ha difeso il suo proposito citando come un esempio di buon sistema presidenziale la Germania nazista di Adolf Hitler: «Ci sono esempi in tutto il mondo. E ci sono anche esempi nel passato, se si pensa alla Germania di Hitler, è possibile vederlo». Salvo poi precisare: «Se il sistema viene abusato può portare a una cattiva gestione che porta a disastri come nella Germania di Hitler… La cosa importante è quella di perseguire un sistema di governo equo che sia al servizio della nazione».
Il 28 maggio 2023, viene rieletto Presidente per altri cinque anni, seppur al ballottaggio invece che al primo turno e con un margine minore rispetto alle passate elezioni.

#### Ottomanismo

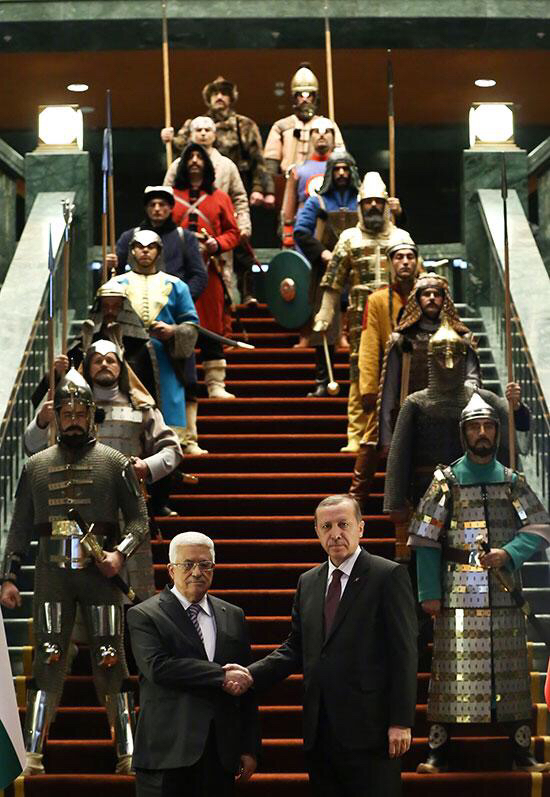
Erdoğan incontra il presidente palestinese Abbas nel Palazzo Presidenziale di Ankara con una cerimonia in stile ottomano antico

Come presidente, Erdoğan ha ripreso molte delle tradizioni dell'antico Impero ottomano come nel caso del ricevimento del presidente palestinese Mahmoud Abbas che è stato accolto con una cerimonia di stile ottomano imperiale nel nuovo palazzo presidenziale fatto costruire da Erdoğan nei pressi di Ankara e denominato "Ak Saray" (Palazzo Bianco, composto da 1.125 stanze e costato 615 milioni di euro), con guardie vestite con costumi rappresentanti i fondatori dei 16 Grandi Imperi Turchi della storia.
Quando ancora era Primo ministro della Turchia, più volte Erdoğan ha fatto riferimento agli ottomani durante la campagna elettorale, chiamando i suoi sostenitori "nipoti degli ottomani" (Osmanlı torunu). Questo fatto è stato da molti sentito come un insulto all'istituzione repubblicana presente in Turchia che egli stesso oggi regge come presidente e che si rifà alla tradizione inaugurata da Mustafa Kemal Atatürk. Nel 2015 Erdoğan ha imposto con una legge speciale l'uso del termine ottomano külliye per riferirsi ai campus universitari anziché la parola del turco standard kampüs. Molte critiche per questo sono piovute a Erdoğan che è accusato di volersi proclamare sultano e abbandonare le ormai secolari credenziali democratiche della repubblica. Pressato da queste voci nel gennaio del 2015, Erdoğan ha smentito e anzi ha rincarato la dose dicendo di preferire vedersi come la regina Elisabetta II del Regno Unito anziché come un sultano ottomano, non negando a ogni modo velate aspirazioni monarchiche.
Dopo che Abbas venne ricevuto con una cerimonia in stile ottomano antico durante la sua visita di stato, un membro del parlamento, Tülay Babuşcu, ha ridicolizzato l'evento commentando "siamo tornati indietro di 90 anni", facendo riferimento al periodo ottomano appunto.
L'ottomanesimo è ritenuto tra i maggiori capisaldi della dottrina di politica estera del presidente turco, assieme al panturchismo e al turanismo.

#### Violazione della libertà di stampa
Il presidente Erdoğan e il suo staff hanno più volte manifestato contro la libertà di stampa turca. L'ultimo giornale preso di mira è stato lo Zaman. Dopo questi fatti gli ambasciatori statunitensi Morton Abramowitz ed Eric Edelman hanno pubblicamente condannato le azioni del presidente Erdoğan sulla libertà di stampa con un articolo pubblicato sul Washington Post nel quale il primo dei due citava: "chiaramente, la democrazia non può fiorire sotto Erdoğan a questo punto." "Le riforme pacifiste in Turchia non solo sono rallentate ma non sono presenti in molte aree come ad esempio la libertà di espressione e l'indipendenza giudiziaria dal governo, vi è stata quindi una regressione che è particolarmente preoccupante" ha precisato il reporter Kati Piri nell'aprile del 2016 dopo che il Parlamento europeo diede il proprio annuale rapporto sulla Turchia.

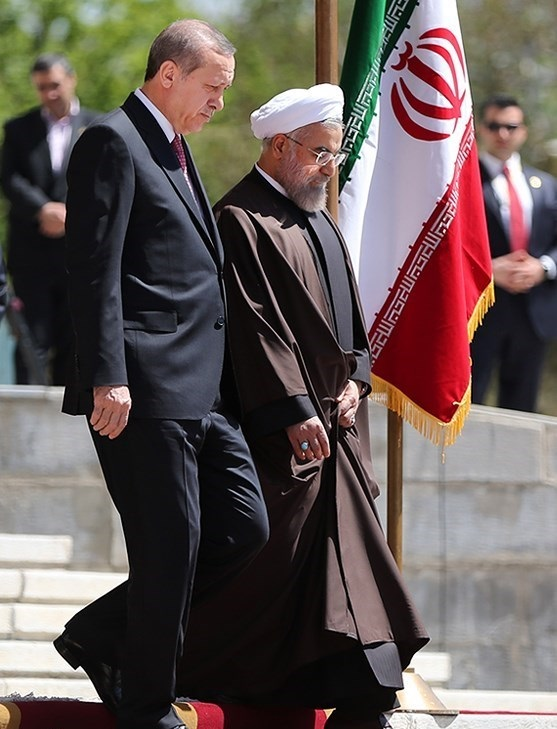
Erdoğan accolto dal presidente iraniano Hassan Rouhani a Teheran, 7 aprile 2015

Il 22 giugno 2016, il presidente Erdoğan ha precisato a tal proposito che egli si considera vincente nell'essere riuscito a "distruggere" gruppi civili turchi che stavano "lavorando contro lo Stato", una conclusione che è stata commentata alcuni giorni dopo da Sedat Laciner, professore dell'International Relations e rettore della Çanakkale Onsekiz Mart University: "Ponendo fuori legge l'opposizione pacifica e disarmata, condannando le persone per accuse erronee, è il modo per istigare genuinamente il terrorismo nella Turchia di Erdoğan. Le pistole e la violenza diverranno la sola alternativa per una legale espressione del pensiero.".

#### Negazionismo del genocidio armeno
Il 14 aprile 2015 Erdoğan nega il genocidio armeno del 1915-1917 (1,5 milioni le vittime) e ammonisce il pontefice Francesco: «Quando i politici e i religiosi si fanno carico del lavoro degli storici non dicono delle verità, ma delle stupidaggini».
Il giorno seguente gli eurodeputati approvano una risoluzione che riconosce il genocidio chiedendo alla Turchia di approfittare del centenario del 24 aprile come opportunità per riconoscere il genocidio. Il presidente turco reagisce in maniera decisa, affermando che «qualunque decisione presa dal Parlamento europeo mi entra da un orecchio e mi esce dall'altro».

#### Intimidazioni alla Corte Costituzionale
In un discorso in diretta televisiva, il presidente Erdoğan ha riferito venerdì 11 marzo 2016: "Spero che la Corte costituzionale non tenterà nuovamente nuove vie di ostacolo che mettano in discussione la sua stessa legittimazione ed esistenza". Il 26 febbraio, Erdoğan ha dichiarato in un discorso pubblico di "non avere né rispetto né di accettare" una corte costituzionale che condanna le sue azioni in quanto ha fatto arrestare due giornalisti sovversivi di un giornale di opposizione violandone i diritti.

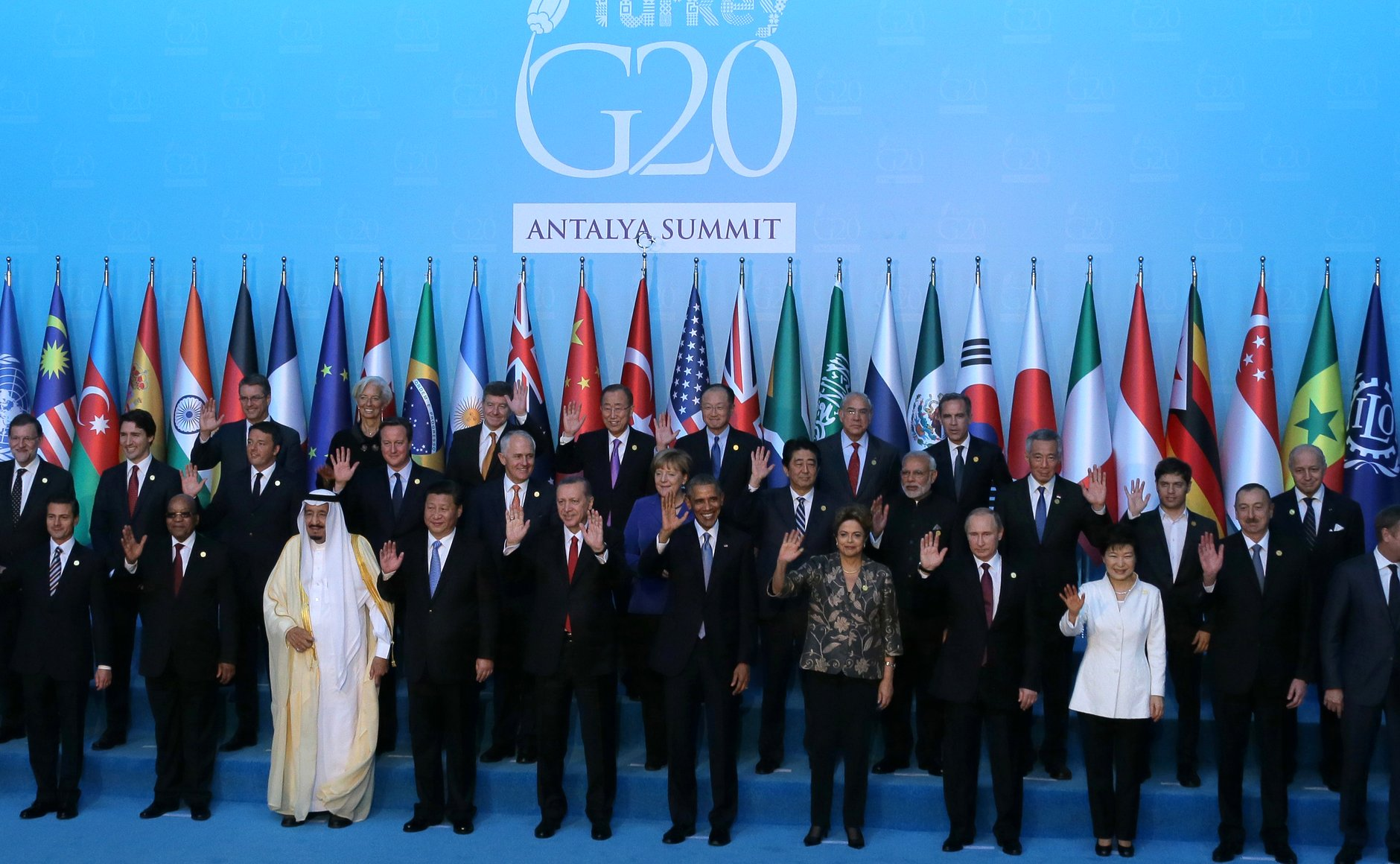
Erdoğan nella foto di gruppo del G20 2015 di Antalya

#### Coinvolgimento nella guerra civile siriana
Erdoğan ha coinvolto la Turchia sia diplomaticamente che militarmente nella guerra civile siriana sin dal suo scoppio nel 2011. Ha dapprima condannato il governo siriano al momento dello scoppio dei disordini civili in Siria durante la primavera araba, per poi gradualmente fornire assistenza militare per l'Esercito siriano libero nel luglio 2011, che ha portato allo sconfinamento della guerra civile siriana in Turchia nel 2012, con interventi militari diretti nel 2016-2017, nel 2018, e nel 2019. Le operazioni militari hanno portato all'occupazione turca della Siria settentrionale dall'agosto 2016. Ci sono state accuse persistenti di collusione tra Erdoğan e l'organizzazione terroristica dello Stato Islamico.

#### Relazioni con l'Europa
Nel febbraio 2016 Erdoğan ha minacciato di riversare milioni di rifugiati siriani presenti in Turchia in direzione dei Paesi membri dell'UE. Il 20 marzo 2016, è stato concluso un accordo tra l'UE e la Turchia per affrontare la crisi dei migranti siriani, profughi dalla guerra nel loro paese. In cambio della disponibilità da parte della Turchia di mettere in sicurezza i suoi confini e di ospitare gli immigrati irregolari, l'UE ha acconsentito di reinsediare, su base 1:1, i migranti siriani, purché abbiano fatto richiesta di asilo e di reinsediamento all'interno dei confini UE. Questo significa che, per ogni profugo siriano che viene rimandato in Turchia dalle isole greche, un altro siriano verrà trasferito dalla Turchia all'Unione europea attraverso dei canali umanitari. Donne e bambini avranno la precedenza in base ai "criteri di vulnerabilità stabiliti dall'ONU". L'UE ha ulteriormente incentivato la Turchia a sottoscrivere l'accordo con la promessa di ridurre le restrizioni ai visti dei cittadini turchi e di indennizzare il governo turco con il pagamento di 6 miliardi di Euro. Di questi, circa 3 sono destinati all'assistenza delle comunità siriane che vivono in Turchia.
In un'intervista al giornale Der Spiegel, l'allora ministro della difesa tedesco, Ursula von der Leyen, ha riferito venerdì 11 marzo 2016 che la crisi dei rifugiati ha dato buoni frutti di cooperazioni tra Unione Europea e Turchia che è "essenzialmente importante". "Pertanto ritengo sia giusto avanzare ora dei negoziati per l'ingresso della Turchia nell'Unione Europea".
Nella sua risoluzione "Il funzionamento delle istituzioni democratiche in Turchia" del 22 giugno 2016, il Parlamento del Consiglio Europeo ha notato però come "i recenti sviluppi in Turchia che hanno messo a repentaglio la libertà dei media e di espressione, erodendo il governo della legge e portando violazioni ai diritti umani in relazione a operazioni di anti-terrorismo nel sud-est turco hanno (...) sollevato diversi dubbi sul funzionamento delle istituzioni democratiche del paese."
Nel 2021 è stato ritenuto responsabile di un incidente di protocollo per discriminazione di genere ai danni della presidente della Commissione europea Ursula von der Leyen. Il caso è internazionalmente conosciuto come Sofagate.

#### Omofobia
Il 19 giugno 2016 la polizia turca ha interrotto il locale Gay Pride con la forza, tramite l'uso di proiettili di gomma e lacrimogeni causando decine di feriti.

#### Il tentativo di colpo di Stato
Durante la notte del 15 luglio 2016, venne intentato in Turchia un colpo di Stato da parte dei militari dell'esercito contro il governo di Erdoğan con l'intento di rimuoverlo dalla propria posizione di presidente. I golpisti hanno chiuso due ponti sul Bosforo con dei carri armati, bloccato l'accesso ai principali aeroporti del paese e bombardato l'area del palazzo presidenziale con un elicottero militare. Il presidente Erdoğan, che si trovava in vacanza a Bodrum, si è collegato da un luogo sconosciuto, attraverso FaceTime, con la CNN Türk per denunciare il tentativo di colpo di Stato dei militari e per incitare il popolo turco a "resistere e scendere in piazza". Numerose persone hanno accolto favorevolmente l'appello del presidente e hanno organizzato dei movimenti di resistenza nei confronti dei militari, e già il giorno successivo le forze di Erdoğan hanno ottenuto il pieno controllo della nazione intera. Malgrado questo, alle 10:20 i ribelli continuavano a controllare i quartieri militari della capitale. Come riportato dalle fonti ufficiali, nessun ufficiale di governo venne arrestato o rimase ferito negli scontri, che tuttavia hanno portato alla morte di 290 persone e al ferimento di altre 1.440. I resti delle esplosioni non sono stati rimossi dal perimetro esterno del complesso presidenziale, diventando meta di turisti e di curiosi.
Erdoğan, come altri ufficiali di governo, subito accusarono del tentativo del colpo di Stato l'imam esiliato Fethullah Gülen, definito da Erdoğan "terrorista come Bin Laden". Suleyman Soylu, ministro del lavoro del governo di Erdoğan, ha accusato gli Stati Uniti di aver pianificato il colpo di Stato per rovesciare Erdoğan. Erdoğan personalmente aveva infatti più volte chiesto agli Stati Uniti di estradare Gülen, senza mai però ricevere una risposta affermativa in merito.
Dopo il colpo di Stato, dunque, le relazioni tra Turchia e Stati Uniti sono significativamente peggiorate. I leader europei hanno espresso le loro preoccupazioni per quanto successo in Turchia, anche se molti hanno avvertito pubblicamente Erdoğan di non sfruttare l'occasione del colpo di Stato per schiacciare i suoi oppositori politici con la forza.

#### Stato d'emergenza (20 luglio 2016–18 luglio 2018)
Il 20 luglio 2016, il presidente Erdoğan ha dichiarato in Turchia lo stato d'emergenza, per il tentativo di colpo di Stato avvenuto. Come previsto dalle norme, esso può durare per tre mesi ed essere esteso a seconda delle necessità. Il parlamento turco ha approvato questa misura.
Lo stato di emergenza è giunto a scadenza il 18 luglio 2018.

#### Politica ambientale
Nel 2013, le associazioni ambientaliste turche si mobilitano contro la "legge sulla conservazione della natura e della biodiversità", che permetterà di realizzare progetti industriali o di urbanizzazione in aree naturali se sono di "rilevante interesse pubblico". Questa nozione, considerata vaga, "apre le porte a tutti i tipi di abusi", secondo le associazioni.
Dal 2013 è in corso o prevista la costruzione di una sessantina di centrali a carbone. Secondo Greenpeace, il governo "lascia pochissimo spazio ai progetti di energia rinnovabile" e le emissioni di gas serra stanno aumentando.

#### Restrizioni alla libertà di stampa
Durante gli anni di potere di Erdoğan, la Turchia ha costantemente rafforzato la natura restrittiva della sua politica di libertà di informazione e ha quindi sollevato molte critiche da parte delle ONG internazionali. Tra 72 e 97 giornalisti turchi sono in carcere nel 2012, contro i 13 della fine del 2002, anno in cui l'AKP è salito al potere. Reporter senza frontiere ha poi descritto la Turchia come "la prima prigione al mondo per giornalisti ". Questa situazione sembra continuare a peggiorare, dato che nel 2016 la Turchia si è classificata al 151º posto su 180 paesi valutati nella classifica annuale Reporter senza frontiere dei paesi del mondo in base all'indice della libertà di stampa. L'ONG sottolinea in particolare la concentrazione della maggior parte dei media nelle mani di boss della stampa vicini al governo, la moltitudine di azioni legali intentate per "insulto" o "terrorismo", o il sequestro da parte della polizia di giornali critici nei confronti del regime.
I processi per insulti contro Erdoğan sono aumentati dalla sua elezione a capo di Stato nell'agosto 2014. Circa 2.000 procedimenti giudiziari sono stati avviati in Turchia per questo motivo tra agosto 2014 e aprile 2015. Nel 2017 quasi 3.000 giornalisti hanno perso il lavoro, spesso perché i media per i quali lavoravano sono stati banditi. Dal 2016 al 2019 ha fatto sequestrare e distruggere 301.878 libri che, secondo il governo, erano legati al predicatore turco Fethullah Gülen.

#### Il caso Osman Kavala
Arrestato tre volte per le proteste di Gezi Park del 2013 e assolto due volte dallo stesso reato relativo all'articolo 309, Osman Kavala è nella prigione di massima sicurezza di Silivri dal 1º novembre 2017. Il direttore esecutivo di Human Rights Watch, Kenneth Roth, ha dichiarato che "il nuovo arresto immediato di Osman Kavala in un'altra indagine fasulla dopo la sua assoluzione dalle accuse inventate per le proteste di Gezi Park mostra come il sistema di giustizia penale della Turchia sia politicamente manipolato, con detenzione e procedimenti giudiziari perseguiti per capriccio politico del presidente".
Molte le reazioni in difesa di Kavala. Dopo la decisione emessa dal Comitato dei Ministri del Consiglio d'Europa il 3 settembre 2020, la Commissione internazionale dei giuristi (ICJ), Human Rights Watch e il progetto di sostegno al contenzioso sui diritti umani della Turchia, hanno chiesto alle autorità turche di rilasciare immediatamente Kavala, in carcere dopo essere stato assolto dal marzo 2020. Nel settembre 2021, il Comitato dei Ministri del Consiglio d'Europa ha dato alla Turchia tempo fino al dicembre 2021 per rilasciare Kavala prima di iniziare una procedura di infrazione contro la Turchia.
Nell'ottobre 2021, la richiesta di rilascio di Kavala è stata sostenuta da dieci ambasciate (Stati Uniti, Germania, Canada, Danimarca, Finlandia, Francia, Paesi Bassi, Nuova Zelanda, Norvegia e Svezia), i cui ambasciatori sono stati successivamente dichiarati "persona non grata" in una dichiarazione del presidente Erdogan.

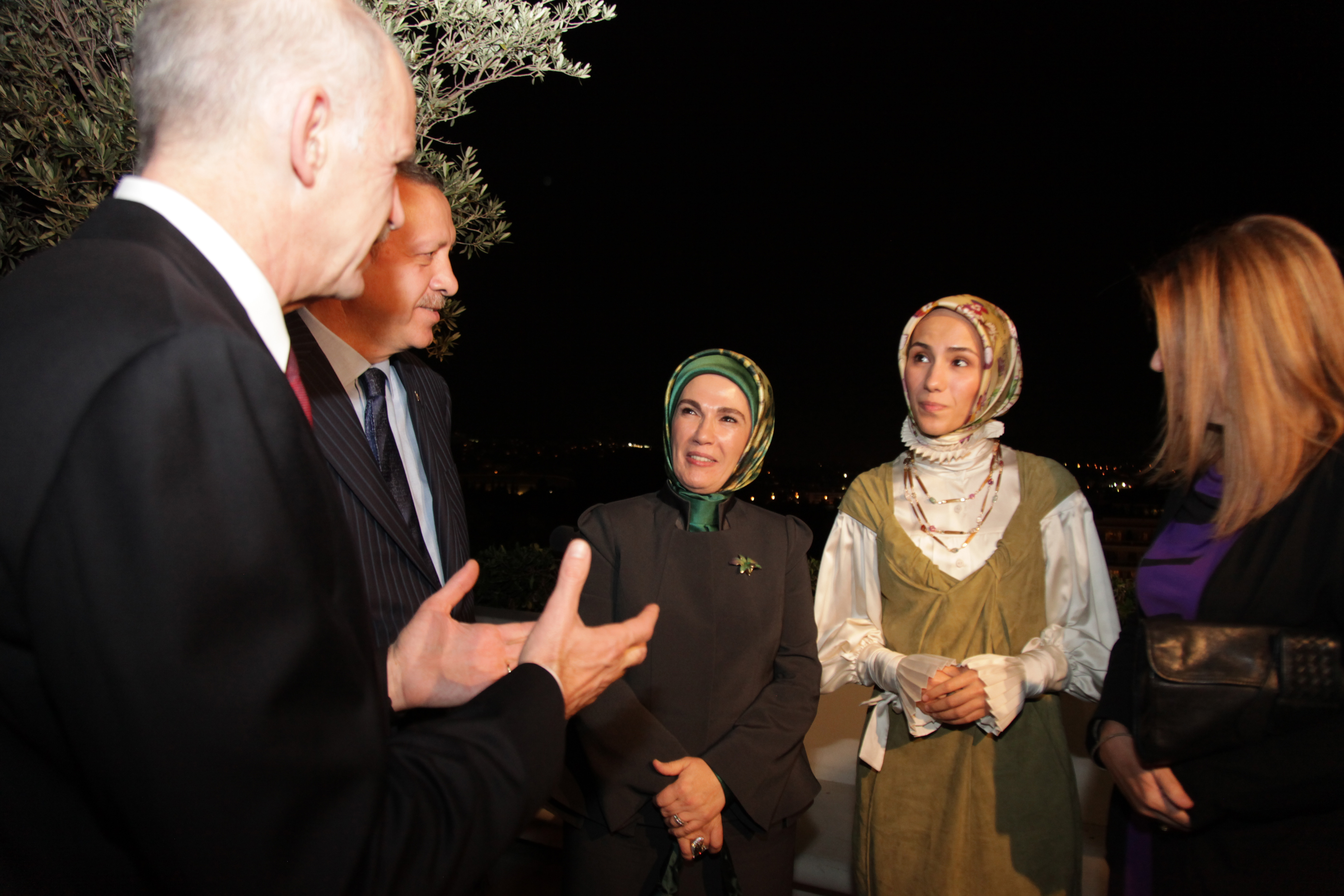
Erdoğan con sua moglie Emine (al centro) e sua figlia Sümeyye (centro-destra), insieme con il Primo Ministro greco George Papandreou e la moglie

## Vita privata
Erdoğan sposò Emine Gülbaran (n. 1955, Siirt) il 4 luglio 1978. Hanno due figli, Ahmet Burak (n. 1979) e Necmettin Bilal (n. 1981), e due figlie, Esra (n. 1983) e Sümeyye (n. 1985). Suo padre, Ahmet Erdoğan, morì nel 1988 e sua madre, Tenzile Erdoğan, morì nel 2011 all'età di 88 anni.
Erdoğan ha un fratello, Mustafa (1958), e una sorella, Vesile (1965). Dal primo matrimonio di suo padre con Havuli Erdoğan (m. 1980), ha avuto due fratellastri: Mehmet (1926-1988) e Hasan (1929-2006).